# San Bernardino Verbano
San Bernardino Verbano (San Bernardin o Santin en el idioma piamontés) es una comunidad de 1.322 habitantes de la provincia de Verbano Cusio Ossola.
Parte de su territorio se encuentra en el Parco Nacional de Val Grande.

## Evolución demográfica
| Gráfica de evolución demográfica de San Bernardino Verbano entre 1861 y 2001 |
|                                                                              |
| Fuente ISTAT - Gráfica elaborada por Wikipedia                               |